# Danh sách cầu thủ tham dự giải vô địch bóng đá U-21 châu Âu 2011
Đây là danh sách đội hình các đội bóng tham dự Giải vô địch bóng đá U-21 châu Âu 2011.  Chỉ có các cầu thủ sinh trong hoặc sau ngày 1 tháng 1 năm 1988 mới được phép thi đấu.
Mỗi quốc gia tham dự phải nộp danh sách 40 cầu thủ cho UEFA chậm nhất ngày 12 tháng 5 năm 2011. Không có thêm sự thay đổi nào sau hạn cuối này. Ít nhất 4 trong 40 cầu thủ phải là thủ môn.
Chỉ có 23 trên 40 người cầu thủ được quyền tham gia vòng chung kết. Danh sách 23 cầu thủ phải nộp cho UEFA chậm nhất ngày 1 tháng 6 năm 2011. Trong đó 3 trong 23 cầu thủ phải là thủ môn.

## Bảng A

### Belarus
Huấn luyện viên: Georgi Kondratiev

| Số | VT | Cầu thủ                 | Ngày sinh (tuổi)            | Trận | Bàn | Câu lạc bộ            |
| -- | -- | ----------------------- | --------------------------- | ---- | --- | --------------------- |
| 1  | TM | Alyaksandr Hutar        | 18 tháng 4, 1989 (22 tuổi)  | 17   | 0   | BATE Borisov          |
| 2  | TV | Stanislaw Drahun        | 4 tháng 6, 1988 (23 tuổi)   | 20   | 5   | Dinamo Minsk          |
| 3  | HV | Syarhey Matsveychyk     | 5 tháng 6, 1988 (23 tuổi)   | 17   | 0   | Gomel                 |
| 4  | HV | Syarhey Palitsevich     | 9 tháng 4, 1990 (21 tuổi)   | 19   | 0   | Dinamo Minsk          |
| 5  | TV | Dzmitry Baha            | 4 tháng 1, 1990 (21 tuổi)   | 15   | 0   | BATE Borisov          |
| 6  | HV | Yury Astravukh          | 21 tháng 1, 1988 (23 tuổi)  | 12   | 0   | Vedrich-97 Rechitsa   |
| 7  | TV | Mikhail Sivakov         | 16 tháng 1, 1988 (23 tuổi)  | 19   | 3   | Wisła Kraków          |
| 8  | TV | Mikita Bukatkin         | 7 tháng 3, 1988 (23 tuổi)   | 16   | 0   | Naftan Novopolotsk    |
| 9  | TĐ | Maksim Skavysh          | 13 tháng 11, 1989 (21 tuổi) | 23   | 4   | BATE Borisov          |
| 10 | TĐ | Aleksandr Perepechko    | 7 tháng 4, 1989 (22 tuổi)   | 0    | 0   | Dinamo Minsk          |
| 11 | TĐ | Andrey Varankow         | 8 tháng 2, 1989 (22 tuổi)   | 15   | 4   | Kryvbas Kryvyi Rih    |
| 12 | TM | Artem Gomelko           | 8 tháng 12, 1989 (21 tuổi)  | 11   | 0   | Lokomotiv Moscow      |
| 13 | TV | Pavel Nyakhaychyk       | 15 tháng 7, 1988 (22 tuổi)  | 18   | 4   | BATE Borisov          |
| 14 | HV | Yury Ryzhko             | 10 tháng 10, 1989 (21 tuổi) | 7    | 0   | Torpedo-BelAZ Zhodino |
| 15 | TV | Dzmitry Rekish          | 14 tháng 9, 1988 (22 tuổi)  | 23   | 8   | Polonia Warszawa      |
| 16 | TV | Mikhail Gordeichuk      | 23 tháng 10, 1989 (21 tuổi) | 14   | 0   | BATE Borisov          |
| 17 | HV | Vital Hayduchyk         | 12 tháng 7, 1989 (21 tuổi)  | 5    | 0   | Dinamo Brest          |
| 18 | HV | Dzyanis Palyakow        | 17 tháng 4, 1991 (20 tuổi)  | 3    | 0   | Shakhtyor Soligorsk   |
| 19 | TV | Yawhen Savastsyanaw     | 30 tháng 1, 1988 (23 tuổi)  | 8    | 0   | Neman Grodno          |
| 20 | HV | Aleh Veratsila          | 10 tháng 7, 1988 (22 tuổi)  | 24   | 1   | Dinamo Minsk          |
| 21 | HV | Egor Filipenko          | 10 tháng 4, 1988 (23 tuổi)  | 16   | 2   | BATE Borisov          |
| 22 | TM | Dzmitry Hushchanka      | 3 tháng 12, 1988 (22 tuổi)  | 2    | 0   | Vitebsk               |
| 23 | TĐ | Uladzimir Khvashchynski | 10 tháng 5, 1990 (21 tuổi)  | 3    | 0   | Dinamo Brest          |

### Đan Mạch
Huấn luyện viên: Keld Bordinggaard

| Số | VT | Cầu thủ             | Ngày sinh (tuổi)            | Trận | Bàn | Câu lạc bộ       |
| -- | -- | ------------------- | --------------------------- | ---- | --- | ---------------- |
| 1  | TM | Jonas Lössl         | 1 tháng 2, 1989 (22 tuổi)   | 7    | 0   | Midtjylland      |
| 2  | HV | Anders Randrup      | 16 tháng 7, 1988 (22 tuổi)  | 17   | 0   | Brøndby          |
| 3  | HV | Mathias Jørgensen   | 23 tháng 4, 1990 (21 tuổi)  | 8    | 0   | Copenhagen       |
| 4  | HV | Andreas Bjelland    | 11 tháng 7, 1988 (22 tuổi)  | 9    | 0   | Nordsjælland     |
| 5  | HV | Nicolai Boilesen    | 16 tháng 2, 1992 (19 tuổi)  | 0    | 0   | Ajax             |
| 6  | TV | Mads Albæk          | 14 tháng 1, 1990 (21 tuổi)  | 7    | 0   | Midtjylland      |
| 7  | HV | Daniel Wass         | 31 tháng 5, 1989 (22 tuổi)  | 10   | 0   | Brøndby          |
| 8  | TV | Mike Jensen         | 19 tháng 2, 1988 (23 tuổi)  | 23   | 3   | Brøndby          |
| 9  | TĐ | Nicolai Jørgensen   | 15 tháng 1, 1991 (20 tuổi)  | 1    | 0   | Bayer Leverkusen |
| 10 | TĐ | Christian Eriksen   | 14 tháng 2, 1992 (19 tuổi)  | 0    | 0   | Ajax             |
| 11 | TĐ | Nicolaj Agger       | 23 tháng 10, 1988 (22 tuổi) | 8    | 2   | Brøndby          |
| 12 | HV | Mads Fenger Nielsen | 10 tháng 9, 1990 (20 tuổi)  | 1    | 0   | Randers          |
| 13 | HV | Lasse Nielsen       | 8 tháng 1, 1988 (23 tuổi)   | 11   | 1   | Aalborg BK       |
| 14 | TĐ | Nicki Bille Nielsen | 7 tháng 2, 1988 (23 tuổi)   | 21   | 15  | Villarreal       |
| 15 | HV | Jesper Juelsgård    | 26 tháng 1, 1989 (22 tuổi)  | 5    | 0   | Midtjylland      |
| 16 | TM | Mikkel Andersen     | 17 tháng 12, 1988 (22 tuổi) | 4    | 0   | Reading          |
| 17 | TV | Thomas Delaney      | 9 tháng 3, 1991 (20 tuổi)   | 1    | 0   | Copenhagen       |
| 18 | TV | Kasper Povlsen      | 26 tháng 9, 1989 (21 tuổi)  | 8    | 0   | AGF              |
| 19 | HV | Frederik Sørensen   | 14 tháng 4, 1992 (19 tuổi)  | 0    | 0   | Juventus         |
| 20 | TV | Matti Lund Nielsen  | 8 tháng 5, 1988 (23 tuổi)   | 11   | 1   | Nordsjælland     |
| 21 | TĐ | Henrik Dalsgaard    | 27 tháng 7, 1989 (21 tuổi)  | 4    | 0   | Aalborg BK       |
| 22 | TĐ | Bashkim Kadrii      | 9 tháng 7, 1991 (19 tuổi)   | 0    | 0   | OB               |
| 23 | TM | Nicklas Højlund     | 6 tháng 3, 1990 (21 tuổi)   | 2    | 0   | Lyngby           |

### Iceland
Huấn luyện viên: Eyjólfur Sverrisson

| Số | VT | Cầu thủ                    | Ngày sinh (tuổi)            | Trận | Bàn | Câu lạc bộ      |
| -- | -- | -------------------------- | --------------------------- | ---- | --- | --------------- |
| 1  | TM | Haraldur Björnsson         | 11 tháng 1, 1989 (22 tuổi)  | 16   | 0   | Valur           |
| 2  | HV | Skúli Jón Friðgeirsson     | 30 tháng 7, 1988 (22 tuổi)  | 10   | 1   | KR              |
| 3  | HV | Hólmar Örn Eyjólfsson      | 6 tháng 8, 1990 (20 tuổi)   | 18   | 2   | West Ham United |
| 4  | TV | Eggert Gunnþór Jónsson     | 18 tháng 8, 1988 (22 tuổi)  | 12   | 0   | Hearts          |
| 5  | HV | Hjörtur Logi Valgarðsson   | 27 tháng 9, 1988 (22 tuổi)  | 11   | 0   | IFK Göteborg    |
| 6  | TV | Birkir Bjarnason           | 27 tháng 5, 1988 (23 tuổi)  | 22   | 2   | Viking          |
| 7  | TĐ | Jóhann Berg Guðmundsson    | 27 tháng 10, 1990 (20 tuổi) | 11   | 6   | AZ              |
| 8  | TV | Bjarni Þór Viðarsson       | 5 tháng 3, 1988 (23 tuổi)   | 24   | 6   | KV Mechelen     |
| 9  | TĐ | Rúrik Gíslason             | 25 tháng 2, 1988 (23 tuổi)  | 16   | 6   | OB              |
| 10 | TV | Gylfi Sigurðsson           | 8 tháng 9, 1989 (21 tuổi)   | 11   | 6   | 1899 Hoffenheim |
| 11 | TĐ | Arnór Smárason             | 7 tháng 9, 1988 (22 tuổi)   | 8    | 2   | Esbjerg         |
| 12 | TM | Óskar Pétursson            | 26 tháng 1, 1989 (22 tuổi)  | 1    | 0   | Grindavík       |
| 13 | HV | Elfar Freyr Helgason       | 27 tháng 7, 1989 (21 tuổi)  | 6    | 0   | AEK Athens      |
| 14 | HV | Þórarinn Ingi Valdimarsson | 23 tháng 4, 1990 (21 tuổi)  | 3    | 0   | ÍBV             |
| 15 | TV | Almarr Ormarsson           | 25 tháng 2, 1988 (23 tuổi)  | 9    | 2   | Fram            |
| 16 | TV | Guðmundur Kristjánsson     | 1 tháng 3, 1989 (22 tuổi)   | 10   | 0   | Breiðablik      |
| 17 | TV | Aron Gunnarsson            | 22 tháng 4, 1989 (22 tuổi)  | 9    | 1   | Coventry City   |
| 18 | TV | Andrés Már Jóhannesson     | 21 tháng 12, 1988 (22 tuổi) | 11   | 0   | Fylkir          |
| 19 | TĐ | Kolbeinn Sigþórsson        | 14 tháng 3, 1990 (21 tuổi)  | 13   | 3   | AZ              |
| 20 | TM | Arnar Darri Pétursson      | 16 tháng 3, 1991 (20 tuổi)  | 3    | 0   | SønderjyskE     |
| 21 | TĐ | Alfreð Finnbogason         | 1 tháng 2, 1989 (22 tuổi)   | 9    | 5   | Lokeren         |
| 22 | TĐ | Björn Bergmann Sigurðarson | 26 tháng 2, 1991 (20 tuổi)  | 3    | 1   | Lillestrøm      |
| 23 | HV | Jón Guðni Fjóluson         | 4 tháng 10, 1989 (21 tuổi)  | 8    | 0   | Beerschot       |

### Thụy Sĩ
Huấn luyện viên: Pierluigi Tami

| Số | VT | Cầu thủ             | Ngày sinh (tuổi)            | Trận | Bàn | Câu lạc bộ     |
| -- | -- | ------------------- | --------------------------- | ---- | --- | -------------- |
| 1  | TM | Yann Sommer         | 17 tháng 12, 1988 (22 tuổi) | 26   | 0   | Basel          |
| 2  | HV | Philippe Koch       | 8 tháng 2, 1991 (20 tuổi)   | 13   | 1   | Zürich         |
| 3  | HV | Fabio Daprelà       | 19 tháng 2, 1991 (20 tuổi)  | 7    | 0   | Brescia        |
| 4  | TV | Pajtim Kasami       | 2 tháng 6, 1992 (19 tuổi)   | 8    | 1   | Palermo        |
| 5  | HV | Jonathan Rossini    | 5 tháng 4, 1988 (23 tuổi)   | 18   | 1   | Sassuolo       |
| 6  | TV | Fabian Lustenberger | 2 tháng 5, 1988 (23 tuổi)   | 20   | 2   | Hertha BSC     |
| 7  | TĐ | Innocent Emeghara   | 27 tháng 5, 1989 (22 tuổi)  | 3    | 4   | Grasshopper    |
| 8  | TV | Moreno Costanzo     | 20 tháng 2, 1988 (23 tuổi)  | 9    | 1   | Young Boys     |
| 9  | TV | Fabian Frei         | 8 tháng 1, 1989 (22 tuổi)   | 17   | 4   | Basel          |
| 10 | TV | Xherdan Shaqiri     | 10 tháng 10, 1991 (19 tuổi) | 2    | 0   | Basel          |
| 11 | TĐ | Admir Mehmedi       | 16 tháng 3, 1991 (20 tuổi)  | 5    | 1   | Zürich         |
| 12 | TM | Kevin Fikentscher   | 6 tháng 7, 1988 (22 tuổi)   | 5    | 0   | Sion           |
| 13 | TĐ | Nassim Ben Khalifa  | 13 tháng 1, 1992 (19 tuổi)  | 7    | 1   | 1. FC Nürnberg |
| 14 | TV | Granit Xhaka        | 27 tháng 9, 1992 (18 tuổi)  | 1    | 0   | Basel          |
| 15 | HV | Timm Klose          | 9 tháng 5, 1988 (23 tuổi)   | 7    | 0   | Thun           |
| 16 | HV | François Affolter   | 13 tháng 3, 1991 (20 tuổi)  | 7    | 1   | Young Boys     |
| 17 | HV | Frank Feltscher     | 17 tháng 5, 1988 (23 tuổi)  | 6    | 1   | Bellinzona     |
| 18 | TV | Amir Abrashi        | 27 tháng 3, 1990 (21 tuổi)  | 7    | 0   | Grasshopper    |
| 19 | TĐ | Mario Gavranović    | 24 tháng 11, 1989 (21 tuổi) | 9    | 3   | Schalke 04     |
| 20 | HV | Daniel Pavlović     | 22 tháng 4, 1988 (23 tuổi)  | 14   | 0   | Grasshopper    |
| 21 | TM | Benjamin Siegrist   | 31 tháng 1, 1992 (19 tuổi)  | 0    | 0   | Aston Villa    |
| 22 | TV | Xavier Hochstrasser | 1 tháng 7, 1988 (22 tuổi)   | 16   | 2   | Padova         |
| 23 | HV | Gaetano Berardi     | 21 tháng 8, 1988 (22 tuổi)  | 15   | 0   | Brescia        |

## Bảng B

### Cộng hòa Séc
Huấn luyện viên: Jakub Dovalil

| Số | VT | Cầu thủ         | Ngày sinh (tuổi)            | Trận | Bàn | Câu lạc bộ           |
| -- | -- | --------------- | --------------------------- | ---- | --- | -------------------- |
| 1  | TM | Tomáš Vaclík    | 29 tháng 3, 1989 (22 tuổi)  | 11   | 0   | Viktoria Žižkov      |
| 2  | HV | Jan Lecjaks     | 9 tháng 8, 1990 (20 tuổi)   | 12   | 0   | Anderlecht           |
| 3  | HV | Radim Řezník    | 20 tháng 1, 1989 (22 tuổi)  | 11   | 0   | Baník Ostrava        |
| 4  | HV | Ondřej Mazuch   | 15 tháng 3, 1989 (22 tuổi)  | 19   | 1   | Anderlecht           |
| 5  | HV | Ondřej Čelůstka | 18 tháng 6, 1989 (21 tuổi)  | 13   | 1   | Slavia Prague        |
| 6  | HV | Lukáš Vácha     | 13 tháng 5, 1989 (22 tuổi)  | 14   | 1   | Slovan Liberec       |
| 7  | TV | Tomáš Hořava    | 29 tháng 5, 1988 (23 tuổi)  | 13   | 1   | Sigma Olomouc        |
| 8  | TV | Bořek Dočkal    | 30 tháng 9, 1988 (22 tuổi)  | 22   | 6   | Slovan Liberec       |
| 9  | TĐ | Libor Kozák     | 30 tháng 5, 1989 (22 tuổi)  | 10   | 3   | Lazio                |
| 10 | TV | Jan Morávek     | 1 tháng 11, 1989 (21 tuổi)  | 5    | 0   | 1. FC Kaiserslautern |
| 11 | TĐ | Tomáš Pekhart   | 26 tháng 5, 1989 (22 tuổi)  | 22   | 16  | 1. FC Nürnberg       |
| 12 | TV | Jan Kovařík     | 19 tháng 6, 1988 (22 tuổi)  | 9    | 2   | Jablonec             |
| 13 | TV | Marcel Gecov    | 1 tháng 1, 1988 (23 tuổi)   | 11   | 1   | Slovan Liberec       |
| 14 | TĐ | Václav Kadlec   | 20 tháng 5, 1992 (19 tuổi)  | 1    | 1   | Sparta Prague        |
| 15 | TV | Milan Černý     | 16 tháng 3, 1988 (23 tuổi)  | 6    | 0   | Slavia Prague        |
| 16 | TM | Marek Štěch     | 28 tháng 1, 1990 (21 tuổi)  | 6    | 0   | West Ham United      |
| 17 | HV | Marek Suchý     | 29 tháng 3, 1988 (23 tuổi)  | 17   | 0   | Spartak Moskva       |
| 18 | TV | Lukáš Mareček   | 17 tháng 4, 1990 (21 tuổi)  | 13   | 1   | Anderlecht           |
| 19 | TĐ | Jan Chramosta   | 12 tháng 10, 1990 (20 tuổi) | 3    | 2   | Mladá Boleslav       |
| 20 | TĐ | Michael Rabušic | 17 tháng 9, 1989 (21 tuổi)  | 8    | 4   | Brno                 |
| 21 | HV | Jan Hošek       | 1 tháng 4, 1989 (22 tuổi)   | 9    | 0   | Teplice              |
| 22 | TV | Adam Hloušek    | 20 tháng 12, 1988 (22 tuổi) | 4    | 0   | 1. FC Kaiserslautern |
| 23 | TM | Jan Hanuš       | 28 tháng 4, 1988 (23 tuổi)  | 6    | 0   | Slavia Prague        |

### Anh
Huấn luyện viên: Stuart Pearce

| Số | VT | Cầu thủ           | Ngày sinh (tuổi)            | Trận | Bàn | Câu lạc bộ        |
| -- | -- | ----------------- | --------------------------- | ---- | --- | ----------------- |
| 1  | TM | Frank Fielding    | 4 tháng 4, 1988 (23 tuổi)   | 9    | 0   | Derby County      |
| 2  | HV | Michael Mancienne | 8 tháng 1, 1988 (23 tuổi)   | 28   | 1   | Hamburger SV      |
| 3  | HV | Ryan Bertrand     | 5 tháng 8, 1989 (21 tuổi)   | 13   | 0   | Chelsea           |
| 4  | TV | Fabrice Muamba    | 6 tháng 4, 1988 (23 tuổi)   | 31   | 0   | Bolton Wanderers  |
| 5  | HV | Chris Smalling    | 22 tháng 11, 1989 (21 tuổi) | 11   | 1   | Manchester United |
| 6  | HV | Phil Jones        | 21 tháng 2, 1992 (19 tuổi)  | 6    | 0   | Blackburn Rovers  |
| 7  | TV | Marc Albrighton   | 18 tháng 11, 1989 (21 tuổi) | 7    | 1   | Aston Villa       |
| 8  | TV | Jordan Henderson  | 17 tháng 6, 1990 (20 tuổi)  | 8    | 2   | Liverpool         |
| 9  | TĐ | Danny Welbeck     | 26 tháng 11, 1990 (20 tuổi) | 11   | 3   | Manchester United |
| 10 | TĐ | Daniel Sturridge  | 1 tháng 9, 1989 (21 tuổi)   | 12   | 4   | Chelsea           |
| 11 | TV | Scott Sinclair    | 25 tháng 3, 1989 (22 tuổi)  | 4    | 1   | Swansea City      |
| 12 | HV | Kieran Gibbs*     | 26 tháng 9, 1989 (21 tuổi)  | 15   | 3   | Arsenal           |
| 13 | TM | Alex McCarthy     | 3 tháng 12, 1989 (21 tuổi)  | 3    | 0   | Reading           |
| 14 | HV | Kyle Walker       | 28 tháng 5, 1990 (21 tuổi)  | 4    | 0   | Tottenham Hotspur |
| 15 | HV | James Tomkins     | 23 tháng 9, 1989 (21 tuổi)  | 10   | 0   | West Ham United   |
| 16 | TV | Jack Cork         | 25 tháng 6, 1989 (21 tuổi)  | 13   | 0   | Chelsea           |
| 17 | TV | Tom Cleverley     | 12 tháng 8, 1989 (21 tuổi)  | 14   | 0   | Manchester United |
| 18 | TV | Henri Lansbury    | 12 tháng 10, 1990 (20 tuổi) | 6    | 0   | Arsenal           |
| 19 | TV | Jack Rodwell      | 11 tháng 3, 1991 (20 tuổi)  | 15   | 2   | Everton           |
| 20 | TV | Danny Rose        | 2 tháng 7, 1990 (20 tuổi)   | 17   | 3   | Tottenham Hotspur |
| 21 | TĐ | Nathan Delfouneso | 2 tháng 2, 1991 (20 tuổi)   | 8    | 2   | Aston Villa       |
| 22 | TĐ | Connor Wickham    | 31 tháng 3, 1993 (18 tuổi)  | 3    | 0   | Ipswich Town      |
| 23 | TM | Jason Steele      | 18 tháng 8, 1990 (20 tuổi)  | 1    | 0   | Middlesbrough     |

- Withdrawn prior to tournament but not replaced.

### Tây Ban Nha
Huấn luyện viên: Luis Milla

| Số | VT | Cầu thủ           | Ngày sinh (tuổi)            | Trận | Bàn | Câu lạc bộ          |
| -- | -- | ----------------- | --------------------------- | ---- | --- | ------------------- |
| 1  | TM | Rubén Miño        | 18 tháng 1, 1989 (22 tuổi)  | 2    | 0   | Barcelona           |
| 2  | HV | César Azpilicueta | 28 tháng 8, 1989 (21 tuổi)  | 18   | 1   | Marseille           |
| 3  | HV | Álvaro Domínguez  | 15 tháng 5, 1989 (22 tuổi)  | 8    | 1   | Atlético Madrid     |
| 4  | TV | Javi Martínez (c) | 2 tháng 9, 1988 (22 tuổi)   | 19   | 1   | Athletic Bilbao     |
| 5  | HV | Mikel San José    | 30 tháng 5, 1989 (22 tuổi)  | 8    | 1   | Athletic Bilbao     |
| 6  | TĐ | Jeffrén Suárez    | 20 tháng 1, 1988 (23 tuổi)  | 9    | 1   | Barcelona           |
| 7  | TĐ | Adrián López      | 8 tháng 1, 1988 (23 tuổi)   | 14   | 4   | Deportivo La Coruña |
| 8  | TV | Daniel Parejo     | 16 tháng 4, 1989 (22 tuổi)  | 15   | 5   | Valencia            |
| 9  | TĐ | Bojan Krkić       | 28 tháng 8, 1990 (20 tuổi)  | 18   | 4   | Barcelona           |
| 10 | TV | Juan Mata         | 28 tháng 4, 1988 (23 tuổi)  | 15   | 3   | Valencia            |
| 11 | TV | Diego Capel       | 16 tháng 2, 1988 (23 tuổi)  | 21   | 5   | Sevilla             |
| 12 | HV | Martín Montoya    | 14 tháng 4, 1991 (20 tuổi)  | 3    | 0   | Barcelona           |
| 13 | TM | David de Gea      | 7 tháng 11, 1990 (20 tuổi)  | 8    | 0   | Atlético Madrid     |
| 14 | TĐ | Emilio Nsue       | 30 tháng 9, 1989 (21 tuổi)  | 7    | 1   | Mallorca            |
| 15 | HV | José Ángel Valdés | 5 tháng 9, 1989 (21 tuổi)   | 4    | 0   | Sporting Gijón      |
| 16 | HV | Víctor Ruiz       | 25 tháng 1, 1989 (22 tuổi)  | 4    | 0   | Napoli              |
| 17 | HV | Dídac Vilà        | 9 tháng 6, 1989 (22 tuổi)   | 3    | 0   | Milan               |
| 18 | TV | Ander Herrera     | 14 tháng 8, 1989 (21 tuổi)  | 10   | 2   | Real Zaragoza       |
| 19 | TV | Thiago Alcântara  | 11 tháng 4, 1991 (20 tuổi)  | 7    | 0   | Barcelona           |
| 20 | HV | Alberto Botía     | 27 tháng 1, 1989 (22 tuổi)  | 12   | 0   | Sporting Gijón      |
| 21 | TV | Rubén Pérez       | 26 tháng 4, 1989 (22 tuổi)  | 5    | 0   | Deportivo La Coruña |
| 22 | TĐ | Iker Muniain      | 19 tháng 12, 1992 (18 tuổi) | 2    | 0   | Athletic Bilbao     |
| 23 | TM | Diego Mariño      | 9 tháng 5, 1990 (21 tuổi)   | 3    | 0   | Villarreal          |

### Ukraina
Huấn luyện viên: Pavlo Yakovenko

| Số | VT | Cầu thủ              | Ngày sinh (tuổi)            | Trận | Bàn | Câu lạc bộ            |
| -- | -- | -------------------- | --------------------------- | ---- | --- | --------------------- |
| 1  | TM | Anton Kanibolotskiy  | 16 tháng 5, 1988 (23 tuổi)  | 19   | 0   | Dnipro Dnipropetrovsk |
| 2  | HV | Bohdan Butko         | 13 tháng 1, 1991 (20 tuổi)  | 9    | 1   | Volyn                 |
| 3  | HV | Yevhen Selin         | 9 tháng 5, 1988 (23 tuổi)   | 23   | 0   | Vorskla               |
| 4  | HV | Yaroslav Rakitskiy   | 3 tháng 8, 1989 (21 tuổi)   | 14   | 3   | Shakhtar Donetsk      |
| 5  | TV | Artem Putivtsev      | 29 tháng 8, 1988 (22 tuổi)  | 5    | 1   | Illichivets           |
| 6  | TV | Vitaliy Vitsenets    | 3 tháng 8, 1990 (20 tuổi)   | 7    | 0   | Shakhtar Donetsk      |
| 7  | TV | Yevhen Konoplyanka   | 29 tháng 9, 1989 (21 tuổi)  | 14   | 5   | Dnipro Dnipropetrovsk |
| 8  | TV | Taras Stepanenko (c) | 8 tháng 8, 1989 (21 tuổi)   | 27   | 1   | Shakhtar Donetsk      |
| 9  | TV | Mykola Morozyuk      | 17 tháng 1, 1988 (23 tuổi)  | 26   | 3   | Metalurh Donetsk      |
| 10 | TĐ | Roman Zozulya        | 17 tháng 11, 1989 (21 tuổi) | 20   | 2   | Dynamo Kyiv           |
| 11 | TĐ | Andriy Yarmolenko    | 23 tháng 10, 1989 (21 tuổi) | 13   | 3   | Dynamo Kyiv           |
| 12 | TM | Denys Boyko          | 29 tháng 1, 1988 (23 tuổi)  | 8    | 0   | Dynamo Kyiv           |
| 13 | HV | Temur Partsvaniya    | 6 tháng 7, 1991 (19 tuổi)   | 1    | 0   | Dynamo Kyiv           |
| 14 | TV | Oleh Holodyuk        | 2 tháng 1, 1988 (23 tuổi)   | 14   | 2   | Karpaty               |
| 15 | HV | Serhiy Kryvtsov      | 15 tháng 3, 1991 (20 tuổi)  | 14   | 2   | Shakhtar Donetsk      |
| 16 | TV | Maksym Bilyi         | 27 tháng 4, 1989 (22 tuổi)  | 8    | 2   | Zorya                 |
| 17 | TV | Volodymyr Chesnakov  | 12 tháng 2, 1988 (23 tuổi)  | 22   | 2   | Vorskla               |
| 18 | HV | Oleksiy Kurylov      | 9 tháng 5, 1988 (23 tuổi)   | 16   | 0   | Vorskla               |
| 19 | TV | Denys Harmash        | 19 tháng 4, 1990 (21 tuổi)  | 13   | 1   | Dynamo Kyiv           |
| 20 | HV | Oleksandr Matviyiv   | 11 tháng 2, 1989 (22 tuổi)  | 11   | 0   | Vorskla               |
| 21 | TV | Valeriy Fedorchuk    | 5 tháng 10, 1988 (22 tuổi)  | 18   | 2   | Kryvbas               |
| 22 | TĐ | Artem Kravets        | 3 tháng 6, 1989 (22 tuổi)   | 7    | 0   | Dynamo Kyiv           |
| 23 | TM | Dmytro Nepohodov     | 17 tháng 2, 1988 (23 tuổi)  | 2    | 0   | Metalurh Donetsk      |

## Thống kê cầu thủ
Đại diện cầu thủ by club
| Số cầu thủ | Câu lạc bộ |
| ---------- | --- |
| 6          | BATE Borisov, Dynamo Kyiv |
| 5          | Barcelona |
| 4          | Shakhtar Donetsk, Vorskla, Basel, Brøndby |
| 3          | Aston Villa, Chelsea, Manchester United, West Ham United, Zürich, Grasshopper, Athletic Bilbao, Midtjylland, Anderlecht, Slavia Prague, Slovan Liberec |
| 2          | Dnipro Dnipropetrovsk, Metalurh Donetsk, Kryvbas, Arsenal, Tottenham Hotspur, Reading, Young Boys, Brescia, 1. FC Nürnberg, 1. FC Kaiserslautern, Atlético Madrid, Sporting Gijón, Deportivo La Coruña, Villarreal, AEK Athens, SønderjyskE, Aalborg BK, OB, Copenhagen, Nordsjælland, AZ, Ajax, Dinamo Minsk, Dinamo Brest, Shakhtyor Soligorsk |

Đại diện cầu thủ theo giải đấu
| Quốc gia     | Số cầu thủ | Tỉ lệ  | Số cầu thủ ngoài đội tuyển quốc gia |
| ------------ | ---------- | ------ | ----------------------------------- |
| Total        | 184        |        |                                     |
| Anh          | 27         | 14.67% | 5                                   |
| Ukraina      | 24         | 13.04% | 1                                   |
| Đan Mạch     | 21         | 11.41% | 3                                   |
| Tây Ban Nha  | 21         | 11.41% | 1                                   |
| Belarus      | 19         | 10.33% | 0                                   |
| Cộng hòa Séc | 14         | 7.61%  | 0                                   |
| Thụy Sĩ      | 13         | 7.07%  | 0                                   |
| Đức          | 9          | 4.89%  | 9                                   |
| Ý            | 8          | 4.35%  | 8                                   |
| Iceland      | 7          | 3.80%  | 0                                   |
| Bỉ           | 6          | 3.26%  | 6                                   |
| Khác         | 14         | 7.62%  |                                     |

Đội hình Ukraina bao gồm toàn bộ các cầu thủ đang thi đấu ở giải quốc nội. Tổng cộng có 18 giải quốc gia có cầu thủ tham gia giải đấu.
Tuổi trung bình của đội hình
| Tuổi trung bình | Quốc gia                                |
| --------------- | --------------------------------------- |
| 20              | Thụy Sĩ                                 |
| 21              | Đan Mạch, Tây Ban Nha, Anh              |
| 22              | Belarus, Cộng hòa Séc, Iceland, Ukraina |